# خیابان ماشتوتس
خیابان ماشتوتس (ارمنی: Մաշտոցի Պողոտա) یک خیابان در شهر ایروان ارمنستان است.
این خیابان که در ناحیه کنترون قرار دارد در سال ۱۹۲۴ ساخته شده و دارای ۲٫۶ کیلومتر طول می‌باشد.

## نگارخانه

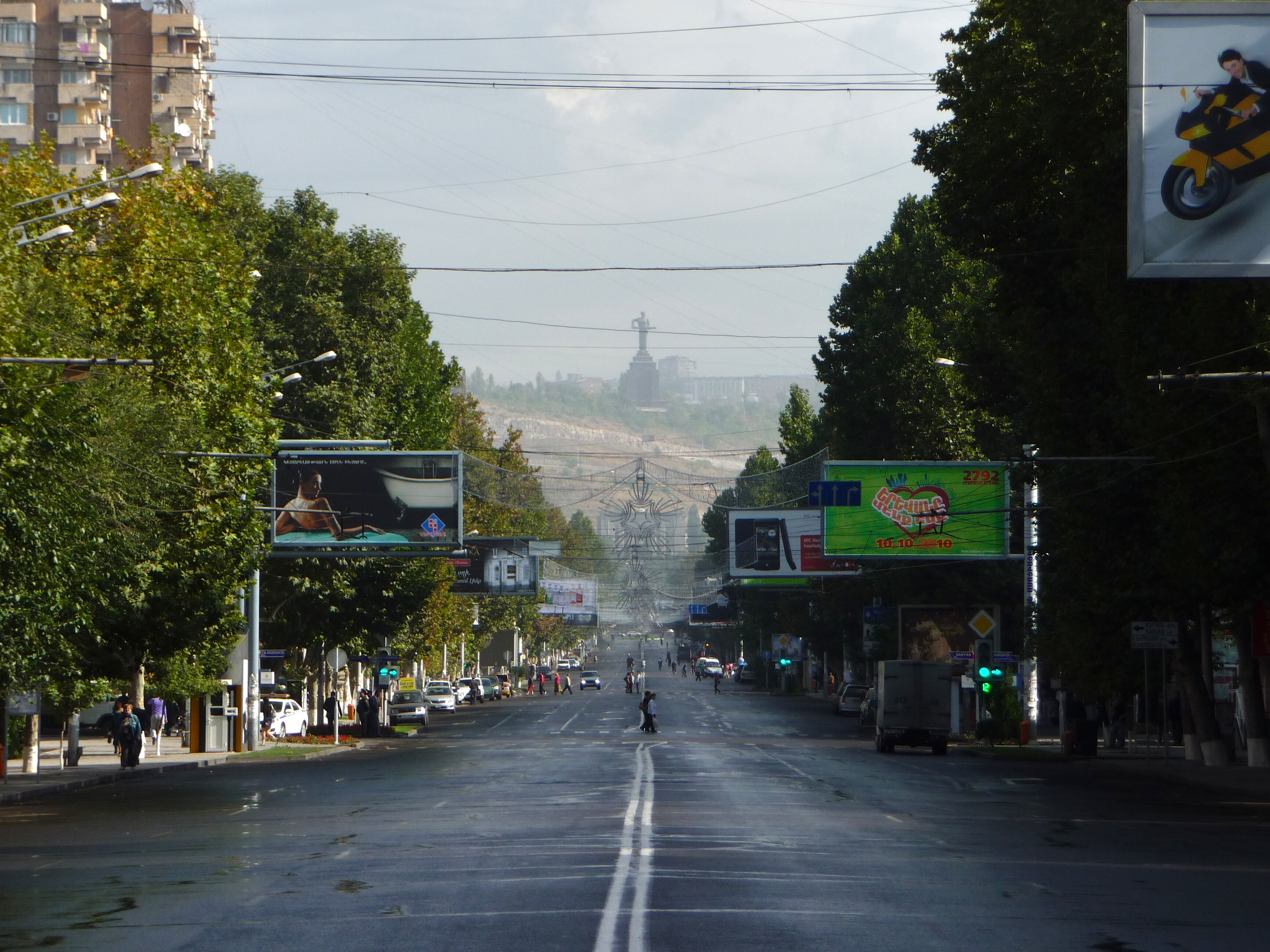
Mashtots Avenue from south to north
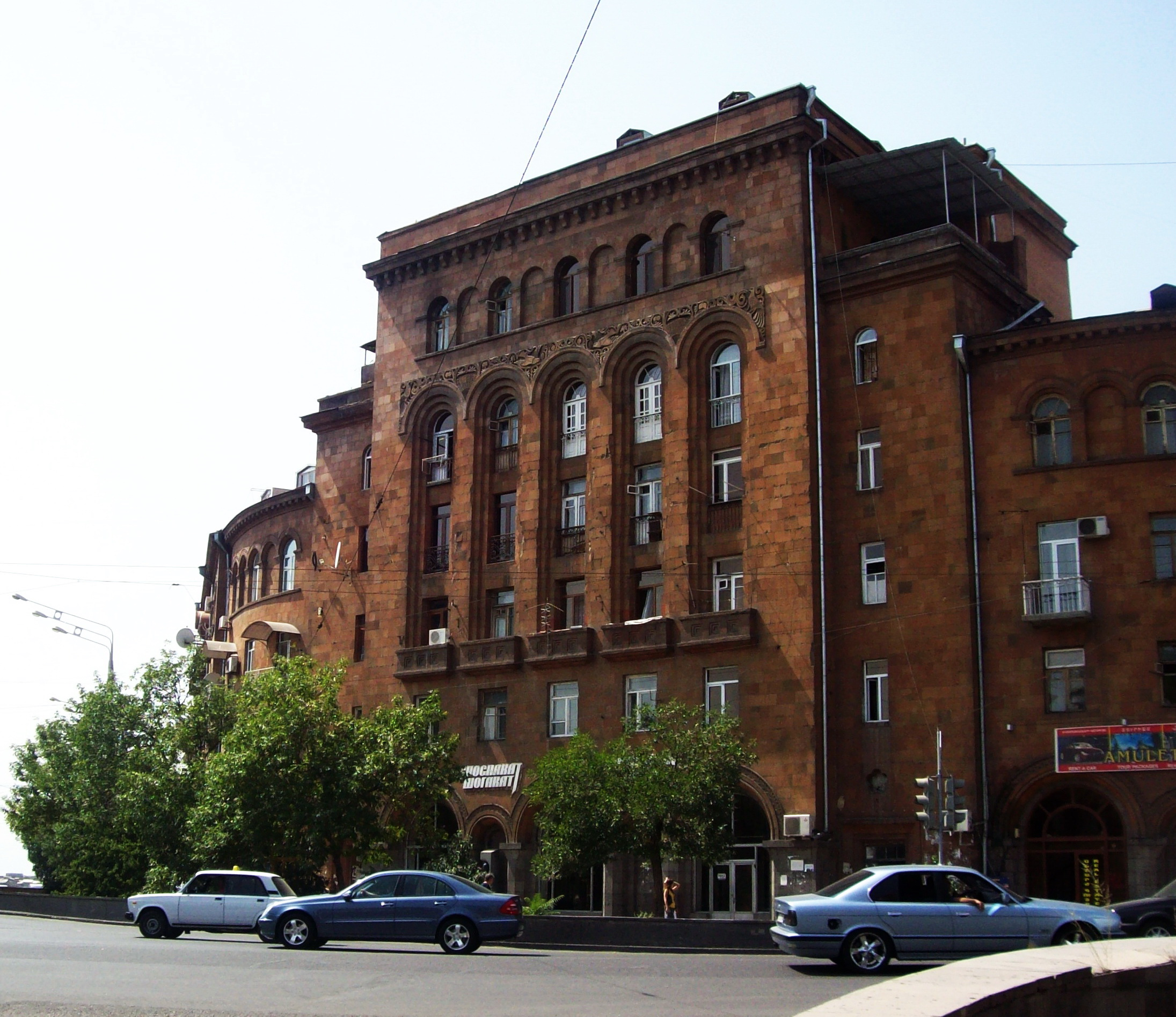
Residential building on the avenue
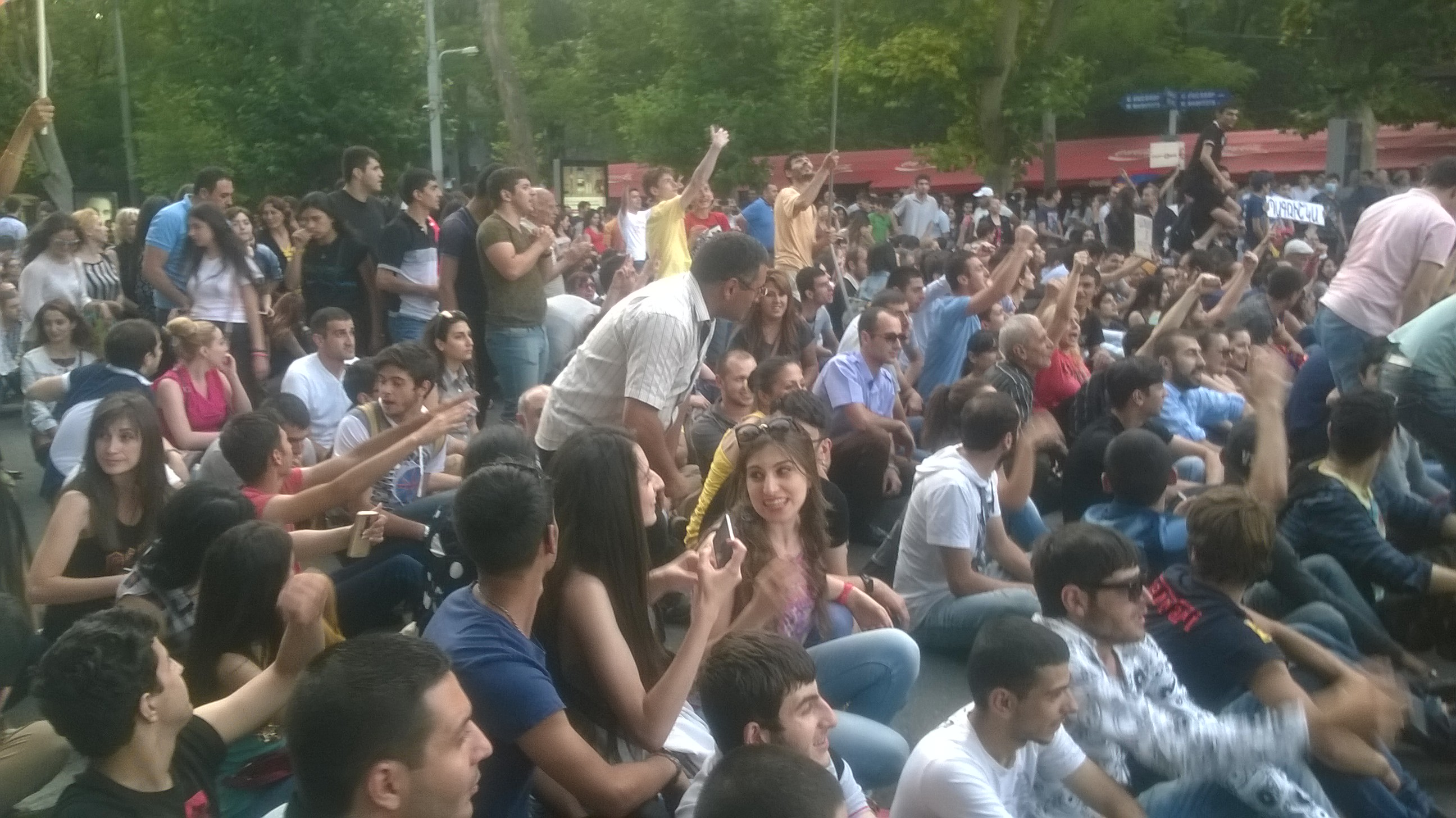
In Rally and Sit-in against the approved rise in electricity tariffs, June 26, 2015.